# Ronde van Frankrijk 2024/Eindstanden
Deze pagina geeft de eindstanden van de klassementen van de Ronde van Frankrijk 2024 weer.

## Eindklassementen

### Algemeen klassement
| Algemeen klassement (gele trui) |                   |                         |           |
| Plaats                          | Naam              | Ploeg                   | Tijd      |
| Gele trui                       | Tadej Pogačar     | UAE Team Emirates       | 83u38'56" |
| 2                               | Jonas Vingegaard  | Team Visma-Lease a Bike | + 6'17"   |
| 3                               | Remco Evenepoel   | Soudal Quick-Step       | + 9'18"   |
| 4                               | João Almeida      | UAE Team Emirates       | + 19'03"  |
| 5                               | Mikel Landa       | Soudal Quick-Step       | + 20'06"  |
| 6                               | Adam Yates        | UAE Team Emirates       | + 24'07"  |
| 7                               | Carlos Rodríguez  | INEOS Grenadiers        | + 25'04"  |
| 8                               | Matteo Jorgenson  | Team Visma-Lease a Bike | + 26'34"  |
| 9                               | Derek Gee         | Israel-Premier Tech     | + 27'21"  |
| 10                              | Santiago Buitrago | Bahrain Victorious      | + 29'03"  |

### Puntenklassement
| Puntenklassement (groene trui) |                  |                    |        |
| Plaats                         | Naam             | Ploeg              | Punten |
| Groene trui                    | Biniam Girmay    | Intermarché-Wanty  | 387    |
| 2                              | Jasper Philipsen | Alpecin-Deceuninck | 354    |
| 3                              | Bryan Coquard    | Cofidis            | 208    |
| 4                              | Anthony Turgis   | TotalEnergies      | 196    |
| 5                              | Tadej Pogačar    | UAE Team Emirates  | 180    |

### Bergklassement
| Bergklassement (bolletjestrui) |                  |                         |        |
| Plaats                         | Naam             | Ploeg                   | Punten |
| Bolletjestrui                  | Richard Carapaz  | EF Education-EasyPost   | 127    |
| 2                              | Tadej Pogačar    | UAE Team Emirates       | 102    |
| 3                              | Jonas Vingegaard | Team Visma-Lease a Bike | 70     |
| 4                              | Matteo Jorgenson | Team Visma-Lease a Bike | 54     |
| 5                              | Remco Evenepoel  | Soudal Quick-Step       | 50     |

### Jongerenklassement
| Jongerenklassement (witte trui) |                   |                         |            |
| Plaats                          | Naam              | Ploeg                   | Tijd       |
| Witte trui                      | Remco Evenepoel   | Soudal Quick-Step       | 83u48'14"  |
| 2                               | Carlos Rodríguez  | INEOS Grenadiers        | + 15'46"   |
| 3                               | Matteo Jorgenson  | Team Visma-Lease a Bike | + 17'16"   |
| 4                               | Santiago Buitrago | Bahrain Victorious      | + 19'45"   |
| 5                               | Javier Romo       | Movistar Team           | + 1u33'08" |

### Ploegenklassement
| Ploegenklassement |                         |            |
| Plaats            | Ploeg                   | Tijd       |
|                   | UAE Team Emirates       | 251u36'43" |
| 2                 | Team Visma-Lease a Bike | + 31'54"   |
| 3                 | Soudal Quick-Step       | + 1u33'06" |
| 4                 | INEOS Grenadiers        | + 1u34'05" |
| 5                 | Lidl-Trek               | + 2u33'49" |

1e etappe ·
2e etappe ·
3e etappe ·
4e etappe ·
5e etappe ·
6e etappe ·
7e etappe ·
8e etappe ·
9e etappe ·
10e etappe ·
11e etappe ·
12e etappe ·
13e etappe ·
14e etappe ·
15e etappe ·
16e etappe ·
17e etappe ·
18e etappe ·
19e etappe ·
20e etappe ·
21e etappe
Startlijst · Eindstanden · Afbeeldingen